# Kate Tachie-Menson
Kate Tachie-Menson est une mannequin et première femme ghanéenne lauréate du concours Face of Africa de M-Net en Afrique.

## Biographie

### Carrière
Elle postule sans succès au concours de Face of Africa sur M-Net en 2006. Deux ans plus tard, soit en 2008, elle y remporte le premier prix devenant la septième gagnante du titre M-Net Face of Africa et la première ghanéenne sacrée,,,,,,. 
Tachie-Menson participe à des défilés de mode notamment pour les collections prêt-à-porter entre 2009 et 2011 ainsi qu'à la Mercedes-Benz Fashion Week en Afrique du Sud, à New York, et à la New Delhi Fashion Week . Elle fait la couverture de magazines et réalise aussi des éditoriaux pour Glamour et Cosmopolitan,.